# Mikuláš Dzurinda
Mikuláš Dzurinda (Csütörtökhely, 1955. február 4. –) szlovák közgazdász, politikus. 1998. október 30-ától 2006. július 4-éig Szlovákia miniszterelnöke, 2010-től 2012-ig külügyminiszter.

## Életpályája
Tanulmányait a zsolnai Közlekedési és Kommunikációs Főiskolán folytatta. 1979-től 1988-ig a zsolnai Közlekedés Kutatási Intézetben (VÚD) dolgozott gazdasági elemzőként. 1988-tól 1990-ig a Csehszlovák Vasutak (ČSD) információs technológiai részlegének igazgatója Pozsonyban.
A szlovák mellett angolul és franciául beszél.

### Politikai karrierje (1990–1998)
Dzurinda a Szlovák Demokratikus és Keresztény Unió (Slovenská demokratická a kresťanská únia, SDKÚ) alapítója és elnöke. Az SDKÚ 2006-ban egyesült a Demokrata Párttal (DS), ezután is ő maradt a pártvezető.

### Miniszterelnöki évei (1998–2006)
A Mikuláš Dzurinda vezette kabinet reformjai kialakítottak egy gazdasági növekedést erősítő vállalkozóbarát környezetet, egyszerűsítették az adózást és külföldi stratégiai beruházóknak kedvezményeket nyújtottak. Fokozatosan visszaszorult a fekete- és a szürkegazdaság, a bevezetett egykulcsos, tizenkilenc százalékos adókulccsal így több éven át növekedett az állam bevétele.
A reformok megszorításai nem csak sikereket hoztak. A magas államháztartási hiány csökkenése érdekében a szociális segélyek összegét a felére csökkentették, részben ez váltotta ki 2004-ben a kelet-szlovákiai cigányok fellázadását, aminek a leveréséhez a katonaságot is be kellett vonni.
Kormánya  több-biztosítós egészségügyi rendszert vezetett be (két állami és négy magántársaság alkotta) és megalapította a magánnyugdíjpénztárakat.
A reformok eredményei viszont csak fokozatosan értek be. Kiemelkedő ebből a szempontból a 2007-es év, amikor Szlovákia gazdasági növekedése a legnagyobb volt az Európai Unióban (10,4%). Ekkora már a Robert Fico szociáldemokrata-szélsőjobboldali kormánya volt hatalmon a 2006-os választás eredményeképp.
Miniszterelnöksége idejére esik Szlovákia csatlakozása az Európai Unióhoz (2004).

### 2006 után
Az ellenzékbe került SDKÚ-DS  vezetője maradt. A párt ezután elveszítette a 2009-es elnökválasztást. 2010-ben Robert Fico kormányfő azzal vádolta meg az SDKÚ-DS-t, hogy kormányzása idején visszaélt a privatizációval és svájci bankokon, illetve fiktív cégeken keresztül hatalmas pénzeket mosott tisztára. Emiatt bejelentette, hogy a 2010-es szlovákiai parlamenti választáson nem indul.
2010-től a Radičová-kormányban külügyminiszter. A 2011 karácsonya előtt kirobbant Gorilla-ügyben Ivan Mikloš pártalelnök-pénzügyminiszterrel együtt kompromittálódott, pártja főleg emiatt a 2012-es választáson korábbi támogatóinak 2/3-át elvesztette és ellenzékbe került. Ezután bejelentette, hogy nem indul újból a pártelnöki posztért.

## Családi háttere
Mikuláš Dzurinda házas, két lánya van.